# تزریق آب
تزریق آب (به انگلیسی: Water Injection) یا طوفان آب (به انگلیسی: Water Flooding) به روشی در صنایع نفت اشاره دارد که در آن، معمولاً برای افزایش فشار و بنابراین برانگیختن تولید، آب به داخل میدان نفتی تزریق می‌شود.